# Josep Torrents i Alegre
Josep Torrents i Alegre (Sant Pere de Riudebitlles, 1969) és un arquitecte català.
Va estudiar a l'Escola Tècnica Superior d'Arquitectura de Barcelona (ETSAB), i doctorar en teoria i història, amb la tesi Sinan, Marcantonio Barbaro i els intercanvis entre Venècia i Istanbul. Ha participat en projectes individuals i col·lectius, i ha col·laborat amb institucions com ara les escoles d'arquitectura de Barcelona i del Vallès, el Col·legi d'Arquitectes de Catalunya (COAC) o la Fundació Mies van der Rohe. Ha estat impulsor d'iniciatives culturals com la Biennal d'Art, l'obra sobre paper de Sant Pere de Riudebitlles (2000-2014) o l'exposició «Café des Voyageurs» (2012).
L'any 1999 fou finalista als premis FAD en la categoria d'espais efímers juntament amb el pintor Jaume Amigó. Entre els seus treballs d'arquitectura, destaca el projecte de la casa i el centre cultural a Maâziz (Marroc, 2013); la recent construcció del celler Garcia Muret (Pallars Jussà, 2012) i l'ampliació del celler Pardas (Alt Penedès, 2012).
El 2014 fou el comissari de l'exposició sobre Catalunya a la Biennal de Venècia on va presentar el seu projecte Del fragment i del tot. Aquest projecte il·lustra la capacitat fonamental de l'arquitectura catalana de fusionar el nou amb el vell. Parteix de la Casa Bofarull de Jujol (els Pallaresos, Tarragonès) per posar en relleu un fil conductor de l'arquitectura catalana que també retroba en un seguit d'obres posteriors, com ara l'Espai Transmissor del Túmul/Dolmen Megalític de Seró, a Artesa de Segre, de l'estudi d'Arquitectura Toni Gironés, o l'Espai Públic La Lira, a Ripoll, de RCR Arquitectes+Joan Puigcorbé.